# Palazzo La Littranga
Palazzo La Littranga è un palazzo storico di Calangianus, comune della Gallura. Situa in via Mannu, affacciato sulla piazzetta del quartiere storico Lu Caponi.

## Storia
Edificato nel 1751 alle falde del colle San Nicola, è considerato il palazzo più antico palazzo granitico di Calangianus. Appartenne nel 1800 al notaio Michele Lissia Garrucciu, che venne assassinato nel 1850 nella strada verso Tempio. Il palazzo fu sede della giudicatura e più tardi della pretura.
L'eredità di questo palazzo storico provocò una lunga lite che interesso diverse famiglie famose di Calangianus (frati Gattu, Becchi, Mossa, Castiglia per citarne alcuni), da qui il nome Littranga (in calangianese, la persona "littrangosa" è una persona che impiega molto tempo nel concludere qualcosa).
Nel 2006 è stato ricostruito, ed è oggi utilizzato per abitazioni.

## Descrizione
Palazzo interamente in granito e privo di terrazzi, venne originariamente edificato su due piani. In seguito alla ricostruzione, oggi presenta tre piani. L'antica lapide granitica, che presentava l'iscrizione "Porcu + 1751" (probabilmente dedicata ai primi proprietari), è oggi smarrita.